# Luz Estelar (cómic)
Luz Estelar es una superheroína ficticia que aparece en los cómics estadounidenses publicados por Marvel Comics.

## Historial de publicaciones
Creada por Steve Gerber y Sal Buscema, apareció por primera vez en The Defenders # 35 (mayo de 1976).

## Biografía ficticia
Tania Belinsky nació en Leningrado, en la ex Unión Soviética. Tania se convirtió en una joven neurocirujana, aunque después de que su padre disidente Andrei fuera enviado a Siberia, adoptó un disfraz y una personalidad similares a los del Guardián Rojo original, y luchó contra el crimen y protegió a los disidentes en un intento por reformar la sociedad soviética. Salió de la URSS a petición del Doctor Strange para realizar un trasplante de cerebro. Decidió quedarse en Estados Unidos y unirse a Los Defensores como aventurera. Luchó contra un simulacro de Hombre Planta junto a Doctor Strange. Fue teletransportada a otra dimensión junto a Power Man y Doctor Strange, donde luchó contra la original Anguila y Puercoespín. También luchó contra un soviético enmascarado sin nombre. Se asoció con Valquiria y Gata Infernal para luchar contra el Doctor Strange como Red Rajah y Nighthawk, Hulk y Power Man.
El Dr. Belinsky fue llevado al complejo de laboratorios de Sergei Krylov, alias la "Presencia", un genio científico que se había convertido en uno de los hombres más influyentes detrás de las escenas del gobierno soviético. Sergei dominó mentalmente a Tania, y usó un desastre nuclear parecido a Chernobyl para transformar a Tania en su esclava superpoderosa con poderes nucleares. Ella luchó contra los Defensores junto a la Presencia, y luego se separó de él. Más tarde fue asignada para investigar la reaparición de la Presencia, y después de luchar contra una ameba gigante, se reunió con la Presencia. Junto a la Presencia, se encontró con Hulk, Darkstar, Dínamo Carmesí, Vanguard, Ursa Major y el Profesor Phobos. Ella y la Presencia dejaron la Tierra ya que sus niveles de radiación eran demasiado peligrosos para permanecer. Finalmente se reveló que Tania y Sergei eran sujetos de laboratorio en uno de los mundos de laboratorio de Extraño. Después de recuperar su libertad, Tania tomó el nombre de Luz Estelar y regresó a la Tierra con Presencia y Jack de Corazones. Ella luchó contra Quasar y Los 4 Fantásticos, y ayudó a la Presencia en su intento de matar a Eon, aunque finalmente admitió haberlo hecho solo porque la Presencia (la única persona que podía permanecer a salvo a su alrededor debido a que él la hacía radiactiva) amenazó con abandonarla si no servía como su secuaz y amante. Más tarde fue vista luchando contra Darkstar y Viuda Negra.
Entonces, Tania fue vista en compañía de la Presencia como su compañero cósmico durante sus intentos de conquistar Rusia mutando a sus ciudadanos y ejércitos en seres radiactivos parecidos a zombis. Esto incluyó a algunos de los Vengadores, que cayeron bajo su poder. Fue derrotado por Thor y Firebird, quienes demostraron ser inmunes a las transformaciones y Tania se ofreció a restaurar a todos los que habían sido transformados a la normalidad.
Más tarde, Tania y Presencia ayudaron a los Vengadores a luchar contra Kang. La Presencia estaba planeando capitalizar el caos que Kang había sembrado en la Tierra al intentar conquistar Rusia nuevamente una vez que fue derrotado, pero Tania se negó a permitirlo y esta vez, fue Tania quien amenazó con abandonarlo si lo hacía. 
En algún momento, después de la Guerra de Kang, Luz Estelar pudo reducir su radioactividad lo suficiente como para reintegrarse a la sociedad sin temor a causar la muerte a quienes la rodeaban. Más tarde se une a otros héroes rusos para formar el Protectorado, sirviendo a Immortus como guardias del palacio contra los Espectros Terribles. Durante este tiempo, se enamora de su compañero de equipo Vanguard. Cuando el equipo logra desterrar a la reina Espectro Terrible de regreso al Limbo, Tania es succionada junto con ella.

## Poderes y habilidades
Como resultado de la mutación de la radiación de cobalto, Tania tiene una fuerza sobrehumana, resistencia y durabilidad. Puede generar energía nuclear para volar a velocidades supersónicas y proyectar explosiones de radiación. Luz Estelar emite bajos niveles de radiación nuclear en todo momento, poniendo en riesgo a los seres humanos normales que se asocian con ella durante cualquier período de tiempo.
Tania tiene un intelecto dotado y es experta en neurocirugía y medicina, con un doctorado en medicina. También tiene una amplia experiencia en combate cuerpo a cuerpo y es una atleta altamente capacitada.